# Mannheimer HC
Maillots
Le Mannheimer Hockeyclub 1907 e.V., également connu sous le nom de Mannheimer HC, est un club de sport allemand basé à Mannheim, Bade-Wurtemberg. Il est surtout connu pour son département hockey sur gazon mais il a aussi des sections tennis et hockey en salle.
Les équipes première masculine et féminine jouent en Bundesliga, le plus haut niveau du hockey sur gazon allemand pour hommes et femmes.

## Honneurs

### Hommes
Bundesliga
- Champions (1): 2016-2017
- Vice-champions (1)': 2018-2019

Bundesliga en salle
- Champions (2): 2009-2010, 2021-2022
- Vice-champions (1): 2016-2017

Coupe d'Europe des clubs de hockey en salle
- Champions (1): 2011

### Femmes
Bundesliga
- Vice-champions (2)': 2016-2017, 2019-2021

Bundesliga en salle
- Champions (1): 2015-2016
- Vice-champions (1): 2021-2022

Coupe d'Europe des clubs de hockey en salle
- Champions (1): 2017